# Vall del Jordà
La Vall del Jordà  és una regió geogràfica de territoris en disputa de l'antic Mandat de Palestina que forma part de la més gran Vall del Rift de Jordània. Té 120 quilòmetres de llarg i 15 quilòmetres d'ample, s'estén des del llac Tiberíades al nord fins al nord de la Mar Morta al sud i és travessada pel riu Jordà. Corre 155 quilòmetres addicionals al sud de la Mar Morta fins Àqaba, una àrea també coneguda com a Wadi Arabah o l'vall d'Arava. Forma la frontera entre Israel i Jordània al nord, i amb la franja oriental de la Ribera Occidental al sud.
Uns 47.000 palestins viuen a la part de la vall que es troba a la Ribera Occidental en una vintena de comunitats permanents, entre ells la ciutat de Jericó; un milers més, en gran part beduïns, viuen en comunitats temporals. Al voltant d'11.000 israelians viuen a 17 llogarets que formen part de la Emeka Hayarden Consell Regional a Israel. 7.500 més viuen en vint-i-sis assentaments israelians i cinc Nahal (campaments brigada) que s'han establert a la part de la vall del Jordà que es troba a la Ribera Occidental des de la dècada de 1970 La població jordana de la vall és de més de 85.000 persones, en la seva majoria són agricultors, i el 80% de les granges a la part jordana de la vall són explotacions familiars no majors de 30 dúnams (3 hectàrees, el 7,4 ac).